# Generalguvernementet Polen
Generalguvernementet (tysk: Generalgouvernement für die besetzten polnischen Gebiete, Generalguvernementet for de besatte polske områder) var betegnelsen brugt om myndighederne i de områder af Polen som var besat af Tyskland under anden verdenskrig men ikke direkte indlemmet i det tyske rige.
Igennem 1944 blev tyskerne fordrevet fra Polen af den røde hær. Dette blev slutningen på Generalguvernementet.